# St. Konrad (Koblenz)

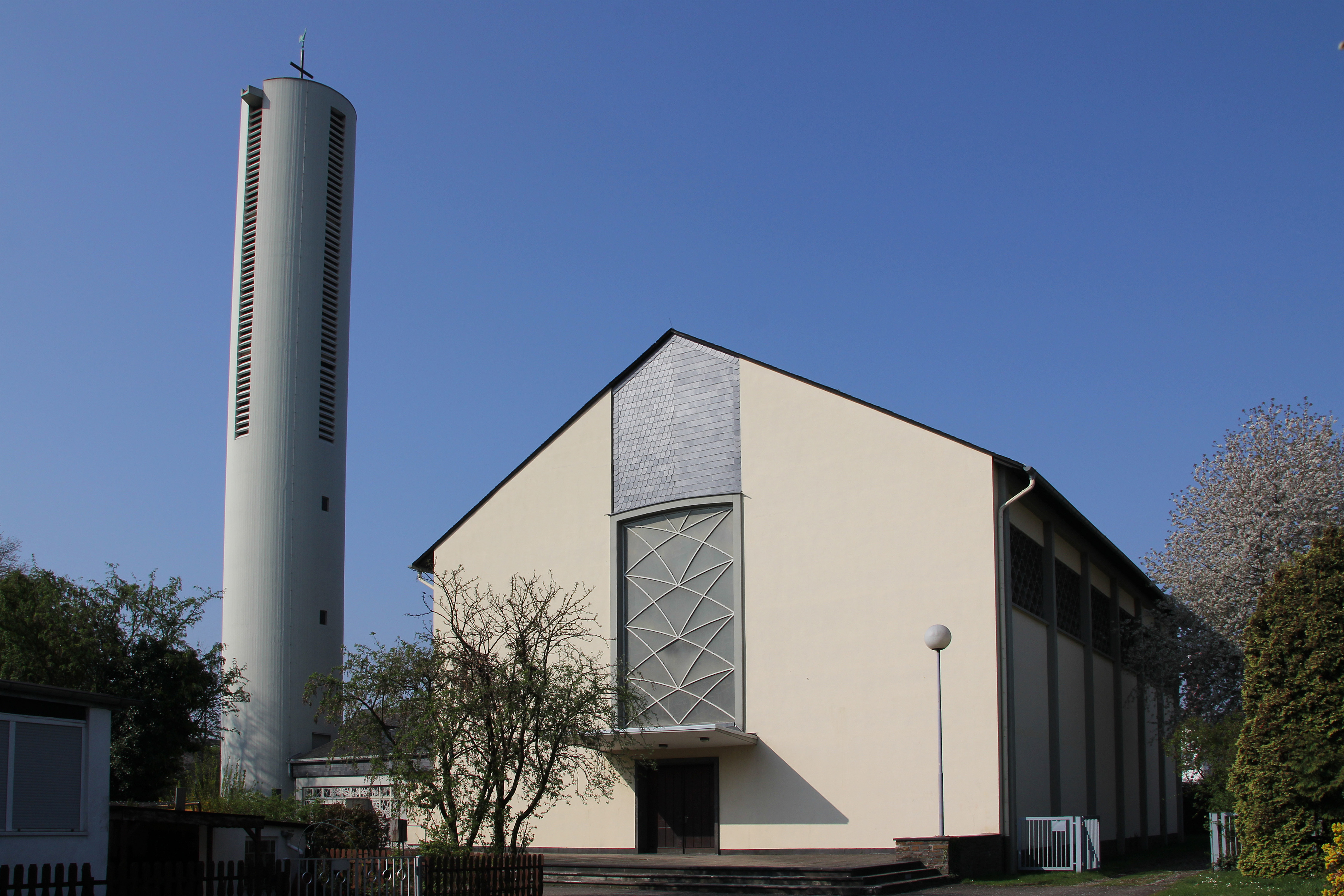
Die Pfarrkirche St. Konrad in Koblenz-Metternich

Die Pfarrkirche St. Konrad ist eine katholische Kirche in Koblenz. Das 1956–1964 erbaute Gotteshaus ist die zweite Pfarrkirche im Stadtteil Metternich. Sie trägt das Patrozinium des heiligen Konrad von Parzham.

## Geschichte
Im Mittelalter befand sich im Gebiet der heutigen Pfarrkirche St. Konrad der Rohrerhof, der zur anderen Pfarrkirche St. Johannes Enthauptung in Metternich gehörte. Hier stand ein Filialkloster der Zisterzienserabtei Himmerod mit einer öffentlichen Kapelle. Die Pfarrei St. Johannes beschloss 1928 auf dem Rohrerhof eine weitere Kirche zu bauen. 1930 wurde eine Halle gekauft, die man zu einer Notkirche umbauen ließ. Diese wurde jedoch bei den Luftangriffen auf Koblenz im Dezember 1944 durch eine Luftmine völlig zerstört.
Der Neubau einer Kirche erfolgte nach Plänen des Architekten H. Heinrichs aus Koblenz–Metternich von 1956 bis 1964. Der Grundstein wurde dazu am 4. November 1956 gelegt. Die künstlerische Ausgestaltung erhielt die Kirche im Jahr 1960. Nach Fertigstellung der Kirche wurde St. Konrad 1961 zur eigenständigen Pfarrei erhoben. Der Kirchturm wurde erst 1964 im Gleitschalungsverfahren erbaut.

## Bau und Ausstattung
Der Stahlskelettbau besitzt einen großen Saal mit einer weitgespannten Decke. Die einzelnen Gefache sind mit Ziegeln ausgemauert. Der Chor ist rechteckig, um einige Stufen erhöht und dem großen Saal vorgesetzt. An beiden Seiten des Saals spenden Fensterbänder dem Raum das nötige Licht. Das Fenster über der Empore zeigt nach einem Entwurf von A. Kohlhaas den Kirchenpatron Konrad von Parzham. Das Altarbild der Heiligen Dreifaltigkeit, die Kreuzwegstationen und die Wandgestaltung zwischen den Beichtstühlen sind Mosaikbilder des Künstlers Jakob Schwarzkopf (1926–2001).
Der freistehende Kirchturm misst eine Höhe von 34 m.

## Pfarreiengemeinschaft
St. Konrad ist Teil der „Pfarreiengemeinschaft Koblenz (Metternich)“, zu der auch St. Johannes Enthauptung in Metternich, St. Servatius in Güls und St. Mauritius in Rübenach gehören.